# Behind the Cow
Behind The Cow – pierwszy singel z płyty The Ultimate Aural Orgasm niemieckiej grupy muzycznej Scooter wydany 19 stycznia 2007 roku.
Jest to pierwsza produkcja zespołu wraz z Michaelem Simonem, DJ-em, który do zespołu dołączył we wrześniu 2006. Muzyka z i teksty z Behind The Cow bazują na piosence What Time is Love? zespołu The KLF oraz na utworze Depeche Mode – Black Celebration.
Singel wydany został wraz z Fatmanem Scoop, który użyczył swego głosu do kawałku "Behind the cow" – tzw. "Rap part" pod koniec utworu. Utwór Behind the Cow wyszedł miesiąc później także na albumie The Ultimate Aural Orgasm.
1. Behind the Cow (Radio Edit) 3:38
2. Behind the Cow (Extended Version) 6:25
3. Behind the Cow [No Rap Version] 3:22
4. Behind the Cow (Sppencer & Hill Dub Remix) 5:57
5. Behind the Cow (Sppencer & Hill Bigroom Remix) 6:32
6. Behind the Cow (Sppencer & Hill Dub Radio Edit) 2:54
7. Behind the Cow (Live At The Dome) 3:36
8. Taj Mahal 3:22

Behind the Cow (teledysk)